# Джигтанда
Джигтанда — упразднённая железнодорожная станция (тип населённого пункта) в Сковородинском районе Амурской области России. На момент упразднения входила в состав Талданского сельсовета. В 2003 году исключена из учётных данных.

## География
Располагалась в горной таёжной местности вблизи истока реки Джиктинка, на перегоне Свободный — Сковородино, на расстоянии примерно 18 километров (по прямой) к западу от села Талдан.

## История
По данным 1926 года на разъезде Джигтанда имелось 10 хозяйства и проживал 21 человек (12 мужчин и 9 женщин). В национальном составе населения преобладали русские. В административном отношении входила в состав Талданского сельсовета Рухловского района Зейского округа Дальневосточного края.
Законом Амурской области от 29 апреля 2003 года № 212-ОЗ, железнодорожная станция Джигтанда исключена из учётных данных.

## Население
| 2002 |
| ---- |
| 0    |